# Мардасово
Мардасово — деревня в Вологодском районе Вологодской области.
Входит в состав Новленского сельского поселения (с 1 января 2006 года по 8 апреля 2009 года входила в Вотчинское сельское поселение), с точки зрения административно-территориального деления — в Вотчинский сельсовет.
Расстояние до районного центра Вологды по автодороге — 75,5 км, до центра муниципального образования Новленского по прямой — 12 км. Ближайшие населённые пункты — Митрополье, Костромино, Хребтово, Константиново, Маслозавод, Севастьяново, Вотча, Осиновка, Шадрино.
По переписи 2002 года население — 24 человека (10 мужчин, 14 женщин). Преобладающая национальность — русские (96 %).